# Clase Recalde
La Clase Recalde fue una serie de cuatro buques cañoneros construidos por la S.E.C.N. de Cartagena para la Armada Española.  
La Ley de Construcciones Navales de 1908 asignó la suma de seis millones de pesetas para la construcción de cuatro cañoneros a construir en el astillero de la S.E.C.N. en  Cartagena. Los cuatro integrantes de esta clase -Recalde, Laya, Bonifaz y Lauria- recibirían sus nombres en honor a marinos históricos de España. El 17 de noviembre de 1909 se dieron a conocer los nombres de los buques de su serie.

## Historial
El Recalde y Laya fueron asignados a la Armada española en 1911, mientras que el Bonifaz y el Lauria lo fueron en 1912. Este cuarteto tendría un largo historial de servicio, que incluye diversas campañas en el Marruecos español, participando los cuatro en el Desembarco de Alhucemas. 
El Laya, en enero de 1912, evitó que el crucero protegido Reina Regente, se perdiera tras sufrir una avería, ayudando a desembarrancarlo en una playa cercana.
El 30 de septiembre de 1913, el cañonero Bonifaz, tocó los pescantes al transporte General Valdés, produciéndole una vía de agua, en el arsenal de La Carraca (Cádiz), pudiendo repararse el cañonero y zarpando el 16 de mayo de 1914 y quedando totalmente inutilizado el transporte. Al ser los cuatro cañoneros de su clase exactamente iguales, se ideó un sistema para distinguirlos consistente en pintar en julio de 1915 un zuncho de veinte centímetros de anchura en lo alto de la chimenea del Laya, dos en el Bonifaz, con treinta centímetros de separación, tres en el Recalde y cuatro en el Lauria.
El Laya, el 8 de mayo de 1929, remolcó hasta Sevilla una réplica de la Nao Santa María que permaneció en el puerto hispalense con motivo de la exposición iberoamericana de 1929.
Tras la entrada en servicio de los tres cañoneros clase Cánovas del Castillo, el Recalde y el Bonifaz fueron dados de baja en 1932.
Al producirse el golpe de Estado del 18 de julio de 1936, el Lauria se hallaba en reparaciones en La Carraca (Cádiz), y el Laya inmovilizado en Cartagena, quedando cada uno de ellos en uno de los bandos, prolongando la vida útil de estos cañoneros por las circunstancias de la guerra que se libraba.

## Buques de la clase
| Recalde | Sociedad Española de Construcción Naval (SECN), Cartagena          | Plan Naval de 1908 | 25 de septiembre de 1909 | 13 de enero de 1911    | 15 de julio de 1911     | Baja en la Armada el 31 de diciembre de 1931 |
| Laya    | Sociedad Española de Construcción Naval (SECN), Cartagena (España) | Plan Naval de 1908 | 30 de noviembre de 1909  | 20 de julio de 1911    | 10 de noviembre de 1911 | Baja en la Armada el 13 de marzo de 1940     |
| Bonifaz | Sociedad Española de Construcción Naval (SECN), Cartagena (España) | Plan Naval de 1908 | 14 de octubre de 1910    | 9 de noviembre de 1911 | 16 de marzo de 1912     | Baja en la Armada el 8 de enero de 1932      |
| Lauria  | Sociedad Española de Construcción Naval (SECN), Cartagena (España) | Plan Naval de 1908 | 21 de diciembre de 1910  | 3 de abril de 1912     | 21 de agosto de 1912    | Baja en la Armada el 10 de noviembre de 1945 |